# Baerenthal
Baerenthal (deutsch Bärenthal) ist eine französische Gemeinde mit 742 Einwohnern (Stand 1. Januar 2022) im Département Moselle in der Region Grand Est (bis 2015 Lothringen). Sie gehört zum Arrondissement Sarreguemines und zum Kanton Bitche.

## Geographie
Die Gemeinde liegt in Lothringen an der Nördlichen Zinsel in den Nordvogesen, eingebettet in eine Tallandschaft mit Bächen, Weihern und Wäldern. Die nahe der Grenze zur Pfalz gelegene Gemeinde ist 15 Kilometer von Bitche entfernt, der nächstgelegene größere Ort ist Niederbronn-les-Bains.

## Geschichte

### Mittelalter
Das Dorf war früher lothringisch. Es gehörte zum Amt Lemberg der Grafschaft Zweibrücken-Bitsch und dort zur Amtsschultheißerei Bärenthal-Philippsburg. Zu dem Dorf gehörten der Dachshof, der Fischerhof, der Gauchsharder Hof, der Leimenthaler Hof, die Reinhardshöfe (heute eine Wüstung), der Rösselhof, der Rothenbronner Hof, der Scharfeneckerhof und der Wiesenlager Hof. 1453 war das Dorf zur Hälfte, 1467 insgesamt im Besitz der Herren von Lichtenberg, wahrscheinlich an sie verpfändet.

### Neuzeit
1570 verstarb Graf Jakob von Zweibrücken-Bitsch (* 1510; † 1570) als letztes männliches Mitglied seiner Familie. Das Amt Lemberg erbte seine Tochter, Ludovica Margaretha von Zweibrücken-Bitsch, die mit dem (Erb-)Grafen Philipp (V.) von Hanau-Lichtenberg verheiratet war. Ihr Schwiegervater, Graf Philipp IV. von Hanau-Lichtenberg, gab durch die sofortige Einführung des lutherischen Bekenntnisses dem streng römisch-katholischen Herzog Karl III. von Lothringen Gelegenheit, militärisch zu intervenieren, da dieser die Lehnshoheit über die ebenfalls zum Erbe gehörende Herrschaft Bitsch besaß. Im Juli 1572 besetzten lothringische Truppen die Grafschaft. Da Philipp IV. der lothringischen Übermacht nicht gewachsen war, wählte er den Rechtsweg. Beim anschließenden Prozess vor dem Reichskammergericht konnte sich Lothringen hinsichtlich der Herrschaft Bitsch durchsetzen, das Amt Lemberg dagegen – und somit auch Bärenthal – wurde der Grafschaft Hanau-Lichtenberg zugesprochen.
Durch die Reunionspolitik Frankreichs fielen 1680 die im Elsass gelegenen Teile der Grafschaft Hanau-Lichtenberg unter die Oberhoheit Frankreichs. Dazu zählten auch drei Dorfschaften des Amtes Lemberg, darunter Bärenthal.
1736 starb mit Graf Johann Reinhard III. der letzte männliche Vertreter des Hauses Hanau. Aufgrund der Ehe seiner einzigen Tochter, Charlotte (* 1700; † 1726), mit dem Erbprinzen Ludwig (VIII.) (* 1691; † 1768) von Hessen-Darmstadt fiel die Grafschaft Hanau-Lichtenberg nach dort. Bärenthal gehörte in hessen-darmstädtischer Zeit zum Amt Lichtenberg oder zum Amt Wolfisheim.
Im Zuge der Französischen Revolution fiel dann der linksrheinische Teil der Grafschaft Hanau-Lichtenberg – und damit auch das Amt Lemberg und Bärenthal – an Frankreich. Nach dem Ende der napoleonischen Herrschaft verblieb Bärenthal bei Frankreich. 
Durch den Frankfurter Frieden vom 10. Mai 1871 kam die Region an das deutsche Reichsland Elsaß-Lothringen, und das Dorf wurde dem Kreis Saargemünd im Bezirk Lothringen zugeordnet. Die Dorfbewohner betrieben Kartoffel- und Getreidebau sowie Viehzucht und Forstwirtschaft. Nach dem Ersten Weltkrieg musste die Region aufgrund der Bestimmungen des Versailler Vertrags 1919 an Frankreich abgetreten werden und wurde Teil des Département Moselle. 
Im Zweiten Weltkrieg war die Region von der deutschen Wehrmacht besetzt.

### Demographie
| Anzahl Einwohner seit Ende des Zweiten WeLtkriegs | Anzahl Einwohner seit Ende des Zweiten WeLtkriegs | Anzahl Einwohner seit Ende des Zweiten WeLtkriegs | Anzahl Einwohner seit Ende des Zweiten WeLtkriegs | Anzahl Einwohner seit Ende des Zweiten WeLtkriegs | Anzahl Einwohner seit Ende des Zweiten WeLtkriegs | Anzahl Einwohner seit Ende des Zweiten WeLtkriegs | Anzahl Einwohner seit Ende des Zweiten WeLtkriegs | Anzahl Einwohner seit Ende des Zweiten WeLtkriegs |
| ------------------------------------------------- | ------------------------------------------------- | ------------------------------------------------- | ------------------------------------------------- | ------------------------------------------------- | ------------------------------------------------- | ------------------------------------------------- | ------------------------------------------------- | ------------------------------------------------- |
| Jahr                                              | 1962                                              | 1968                                              | 1975                                              | 1982                                              | 1990                                              | 1999                                              | 2007                                              | 2019                                              |
| Einwohner                                         | 681                                               | 735                                               | 754                                               | 694                                               | 723                                               | 702                                               | 698                                               | 763                                               |

## Sehenswürdigkeiten
- Kirche Sainte-Catherine
- Kapelle der Unbefleckten Empfängnis
- Ruinen der Arnsburg
- Burgruine Ramstein auf einem Sandsteinfelsen

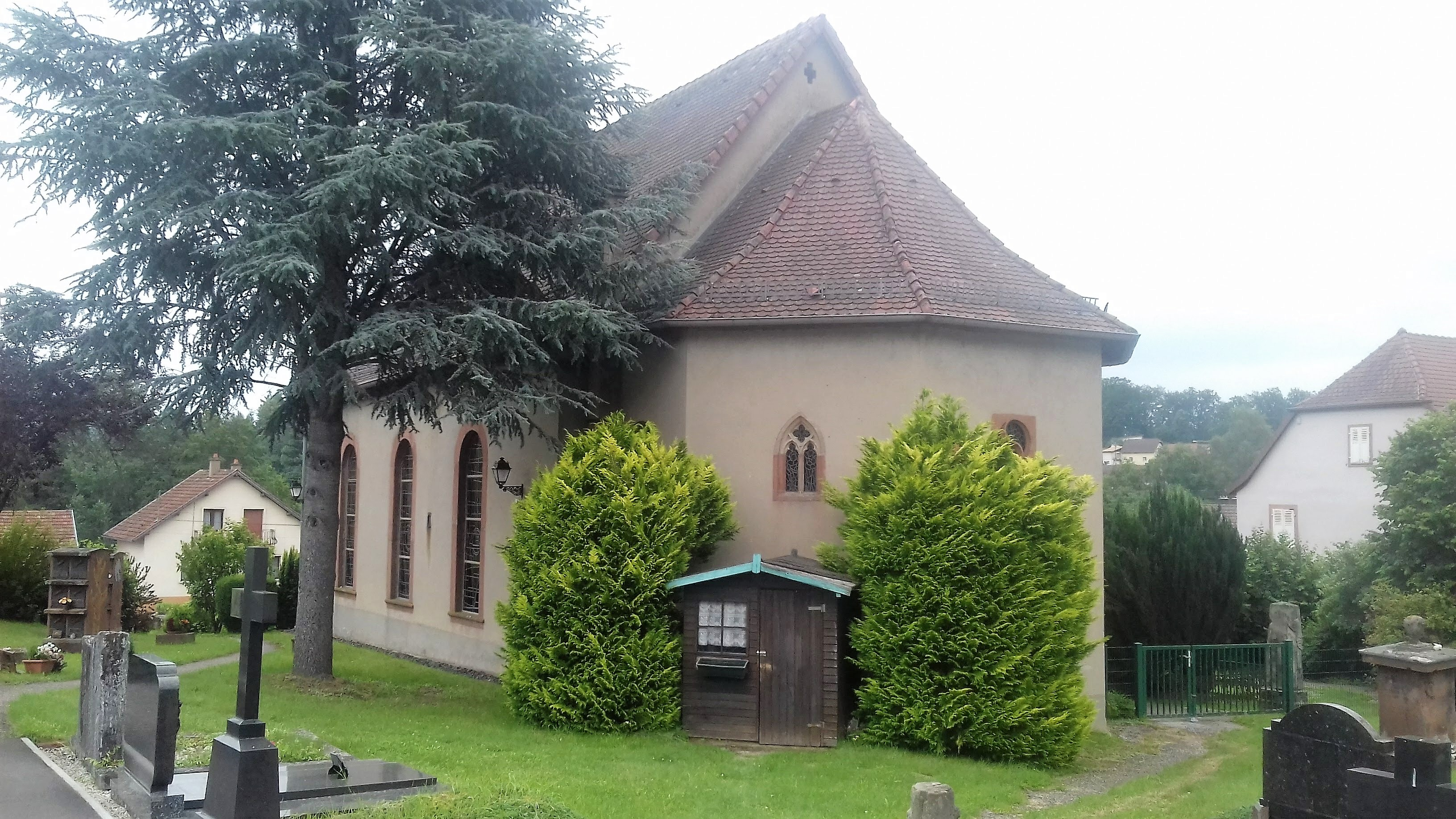
Kirche St. Catherine
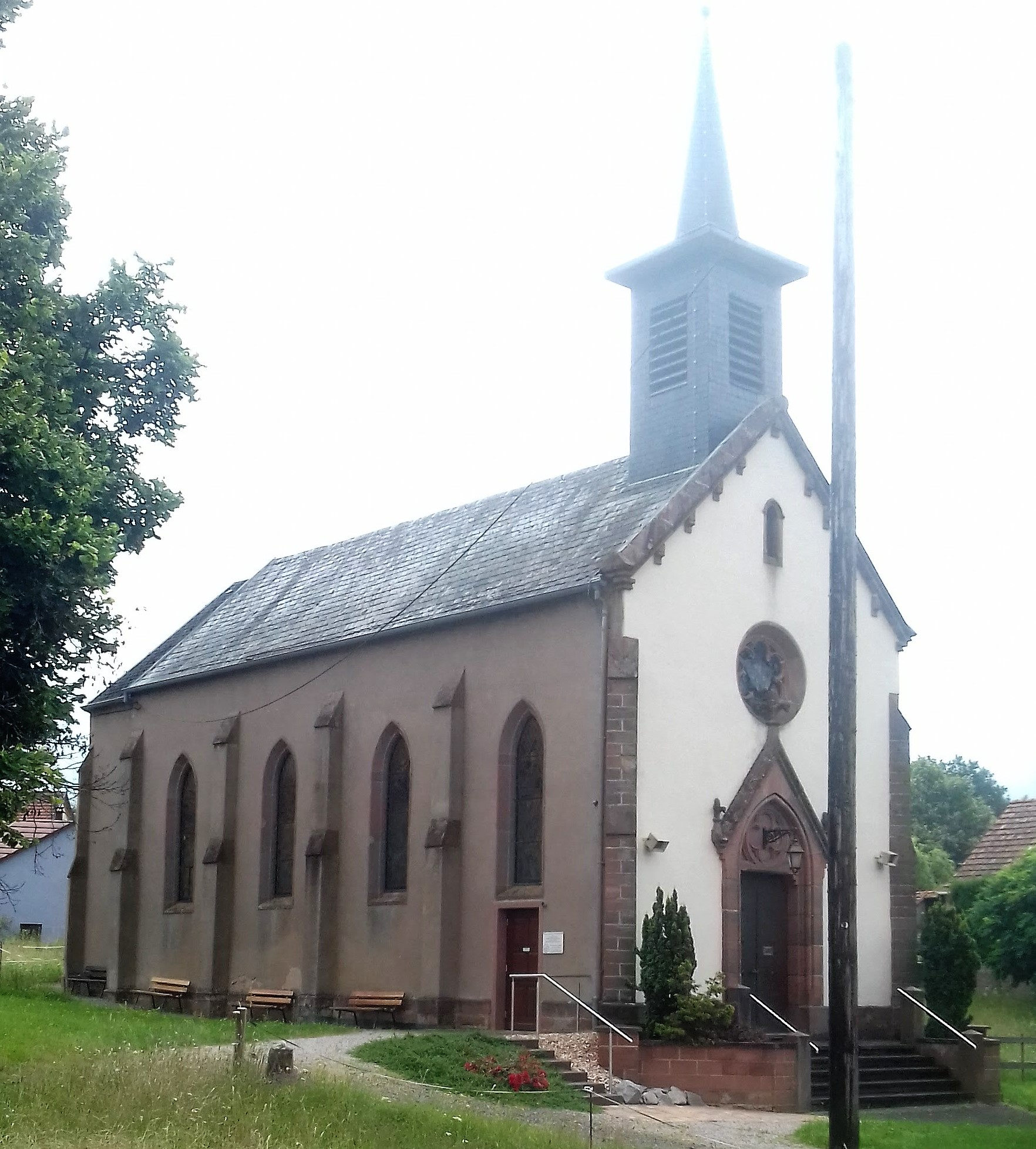
Kapelle der Unbefleckten Empfängnis
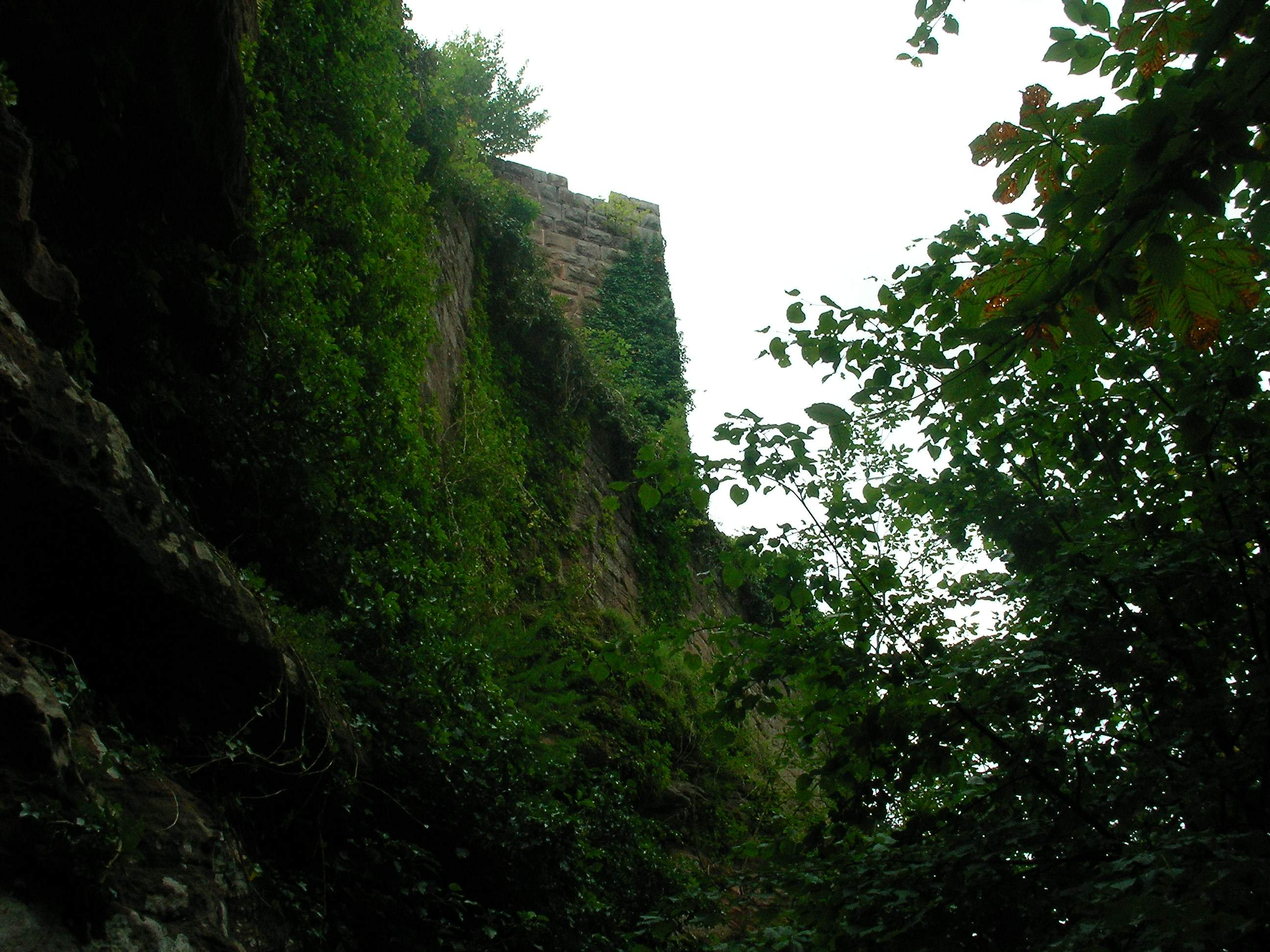
Ruinen der Arnsburg
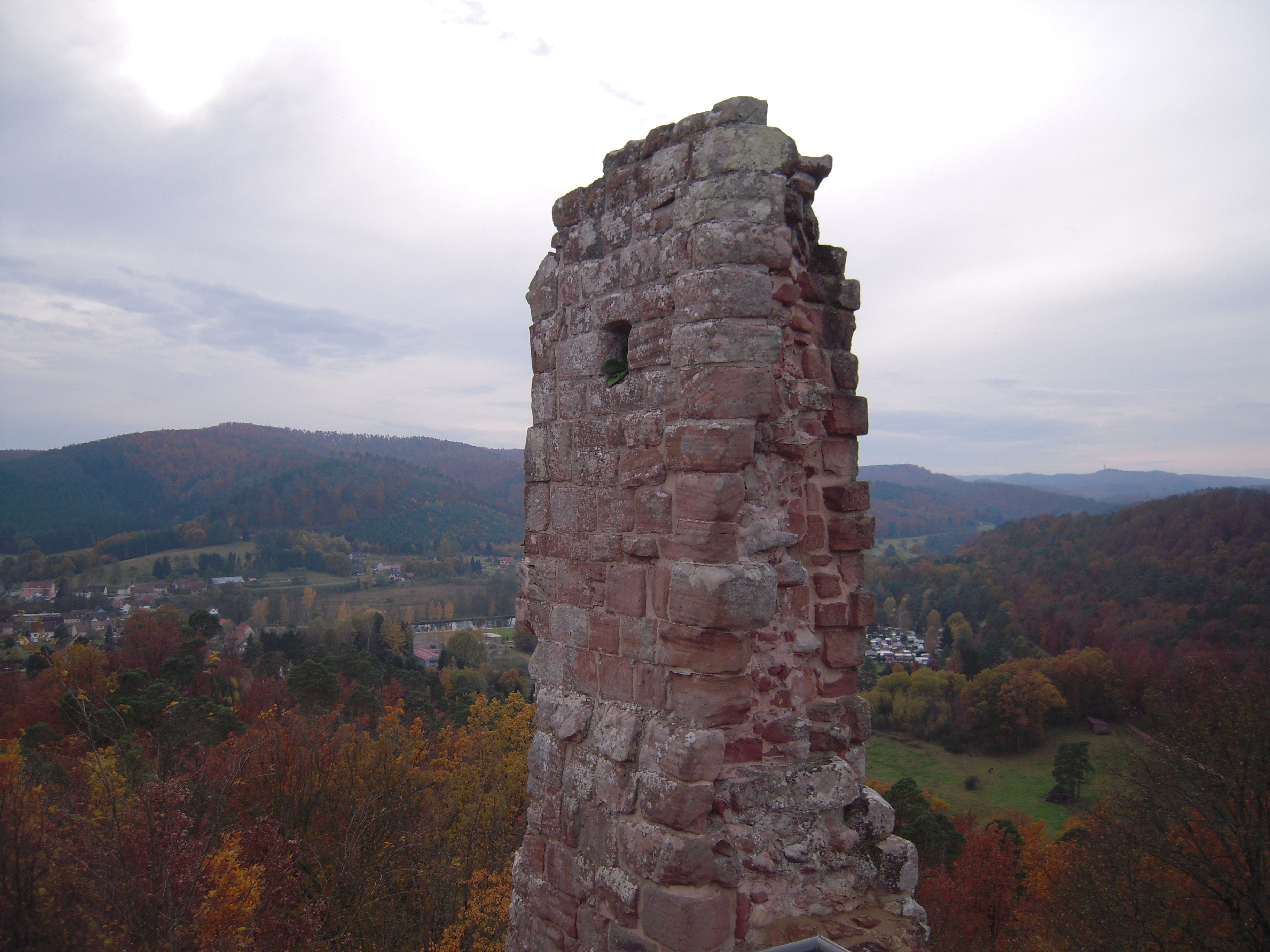
Ruinen der Burg Ramstein

## Wirtschaft und Infrastruktur

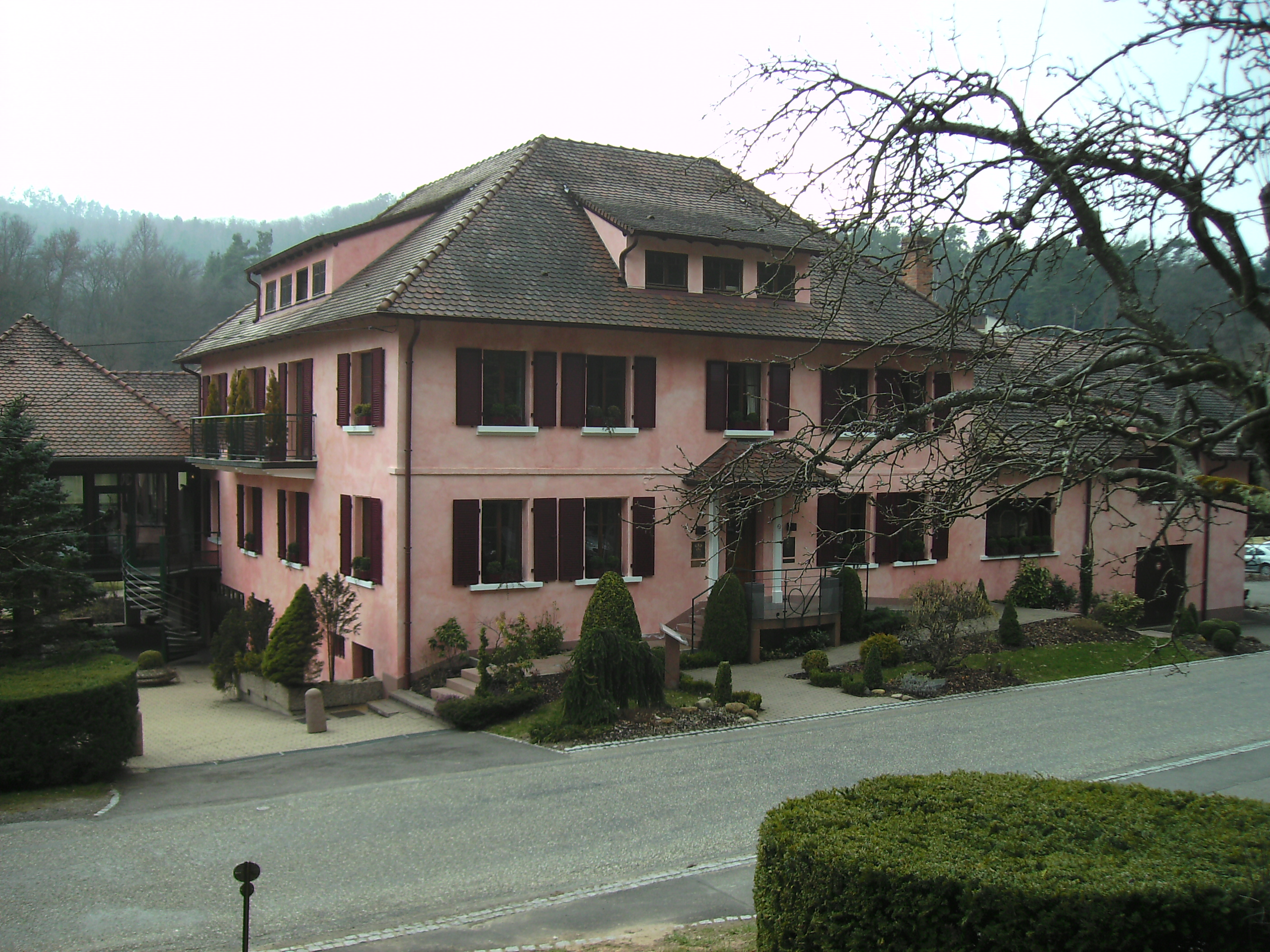
Drei-Sterne-Restaurant „L'Arnsbourg“

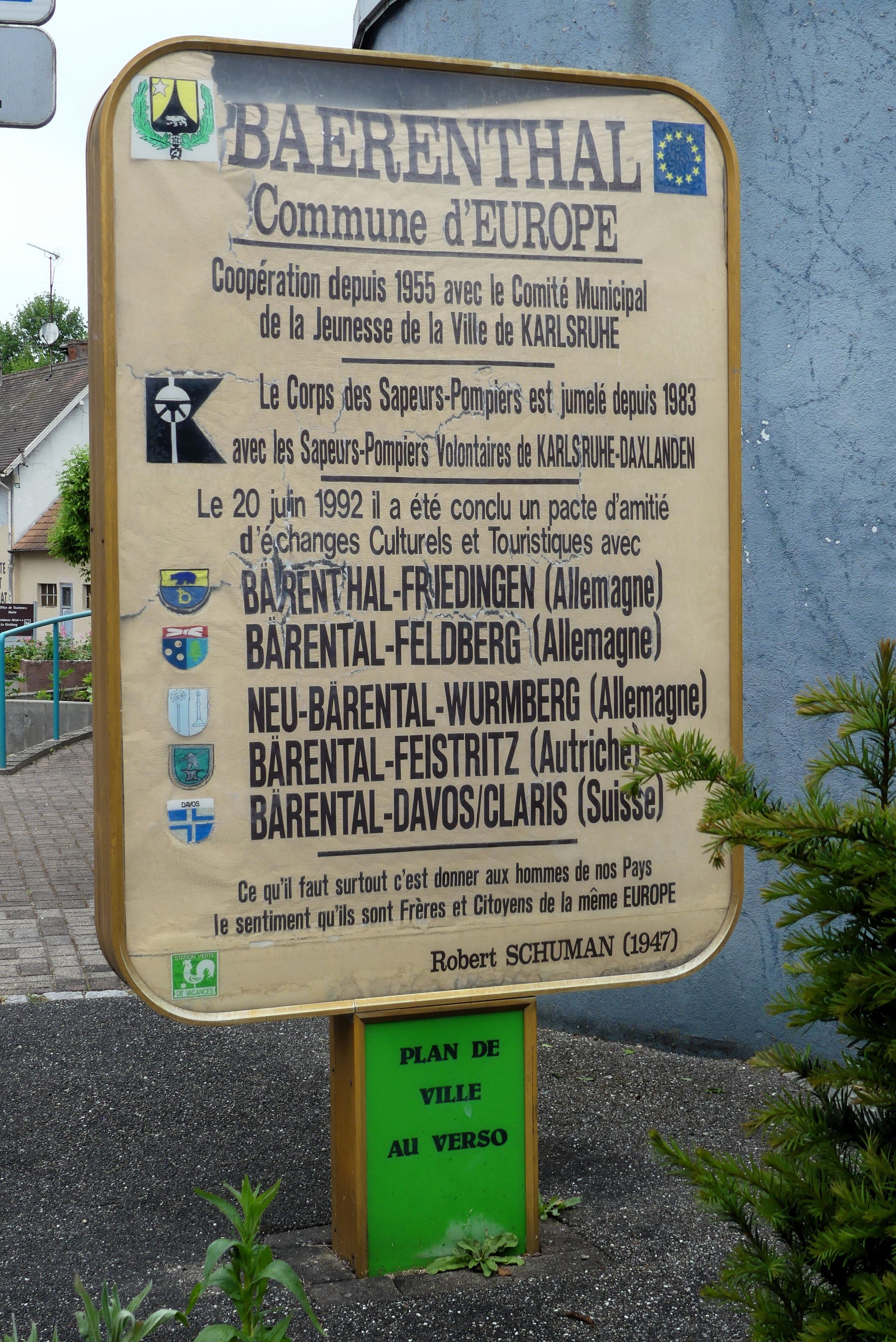
Europäische Kooperationen von Baerenthal

Die Bevölkerung lebt überwiegend von der Land- und Waldwirtschaft. Am Ortsrand liegt die Jugendfreizeit- und Bildungsstätte Baerenthal des Stadtjugendausschusses e. V. Karlsruhe.
Am Weiher von Baerenthal befindet sich der Campingplatz Ramstein Plage.
Bekannt wurde der Ort durch das Restaurant L’Arnsbourg und später das Hotel K am Ortsrand im Untermuhlthal, benannt nach der benachbarten Burg Groß-Arnsberg. In dem ehemaligen Forsthaus, das seit Generationen als Restaurant im Familienbetrieb geführt wurde, entwickelte sich ab 1988 ein Restaurant von Weltniveau. Unter Führung von Jean-Georges Klein erwarb das Restaurant 2002 drei Sterne im Guide Michelin und hielt dieses Niveau bis 2014. Anfang 2015 verließ Jean-Georges Klein das Restaurant L’Arnsbourg, das von seiner Schwester Cathy Klein weiter geführt wird. Das Hotel K wird weiterhin von Jean-Georges Klein geführt.

## Persönlichkeiten
- Friedrich August Ihme (1834–1915), evangelisch-lutherischer Theologe und Pfarrer in Baerenthal
- Hans Karl Abel (1876–1951), deutscher Schriftsteller

## Gemeindepartnerschaft
- Feistritz im Rosental in Österreich